# Liste der Straßennamen von Frankfurt am Main/B

## Ba
Babenhäuser Landstraße, Sachsenhausen
Babenhausen ist eine Stadt südöstlich von Frankfurt.
Bachforellenweg, Gutleutviertel
Der Bachforellenweg befindet sich am Westhafen.
Bachmannstraße, Hausen
Dr. Johann Heinrich Bachmann (1791–1859), Advokat in Hausen, Stifter des Bachmannschen Legates. Damit konnte der Bau der Hausener Schule finanziert werden.
Bachstelzenweg, Unterliederbach
Die Bachstelze, ein kleiner, schwarzer Vogel, der „ziewitt“ macht, ist Namensgeberin dieser Straße.
Bachstraße, Kalbach
Nicht der Komponist Johann Sebastian Bach ist Namenspate dieser kleinen Straße, sondern der Kalbach, der die Straße auf ihrer ganzen Länge begleitet.
Bäckergasse, Sachsenhausen
In dieser Straße stand früher ein Backhaus.
Bäckerweg, Nordend
Die Bornheimer Bäcker sollen diesen Weg als Abkürzung benutzt haben, wenn sie in der Frühe ihre Bäckerkarren zum Markt schoben.
Badstubengasse, Höchst
Das Gässchen in der Höchster Altstadt war offenbar Standort einer wichtigen Einrichtung der mittelalterlichen Stadt, des Badehauses, in dem üblicherweise durchaus nicht nur gebadet wurde.
Baeyerstraße, Griesheim
Adolf von Baeyer (1835–1917), deutscher Chemiker, ab 1872 Professor, 1905 Nobelpreis für Chemie.
Balduinstraße, Oberrad
Der Trierer Erzbischof und Kurfürst Balduin von Luxemburg (um 1285–1354) verhalf 1308 seinem Bruder Heinrich auf den Königsthron und Kaiserthron. Dasselbe wiederholte er 1346 zugunsten seines Großneffen Karl IV. (1316–1378). Er galt als einer der einflussreichsten Diplomaten seiner Zeit.
Barbarossastraße, Bergen-Enkheim
Kaiser Friedrich I., genannt Rotbart, italienisch Barbarossa, war der bedeutendste deutsche Kaiser des 12. Jahrhunderts. Überliefert sind mindestens vier Anlässe 1170, 1180, 1184 und 1188, bei denen Barbarossa mit seinem Tross von der Pfalz in Frankfurt zur Pfalz in Gelnhausen über diese Straße des Reiches (Frankfurt-Leipzig) zog. Die Barbarossastraße hieß früher ab/bis Triebstraße Westl. bzw. Östliche Sandstraße.
Barchfeldstraße, Eckenheim
nach der kurhessischen Seitenlinie Hessen-Philippsthal-Barchfeld.
Barckhausstraße, Westend
Das während des Dreißigjährigen Krieges nach Frankfurt geflüchtete Patriziergeschlecht von Barckhausen betrieb internationalen Großhandel und Bankgeschäfte. Mit Heinrich von Barckhausen starb das Geschlecht 1752 aus.
Barodapfad, Ostend
kein Aprilscherz: Benannt 2002 nach dem legendären indischen Elefanten Baroda, der im Frankfurter Zoo von 1959 bis 1984 Dienst schob.
Bartholomäusgasse (ehemals Erbsengasse), Zeilsheim
Der Heilige Bartholomäus, einer der zwölf Jünger Jesu, ist Patron des Frankfurter Doms, seine Schädeldecke wird als wertvolle Reliquie im Domschatz verwahrt. Die namenstragende Gasse befindet sich an der gleichnamigen aber deutlich kleineren Gemeindekirche in Frankfurt-Zeilsheim. Ihren alten Namen, Erbsengasse, trägt eine Straße im früher eingemeindeten Frankfurt-Niederursel.
Baruch-Baschwitz-Platz, Rödelheim
Baruch Baschwitz (1765–1836), geboren in Frankfurt (Oder), gründete zusammen mit Wolf Heidenheim 1799 in Rödelheim eine Druckerei für hebräische Gebetsliteratur. Nach dem Ausstieg aus dem Unternehmen organisierte er für diverse Fürstenhäuser sogenannte Lotterie-Anleihen sowie ein System von Anleihen mit einem damals sehr niedrigen Zinssatz von 5 Prozent. Die letzten Lebensjahre bis zu seinem Tod verbrachte Baschwitz in Rödelheim.
Basaltstraße, Bockenheim
In Bockenheim befanden sich mehrere Basaltsteinbrüche. Basalt ist ein Vulkangestein aus erkalteter Lava, die der Vogelsberg – ein erloschener Vulkan in Mittelhessen – bis nach Frankfurt transportiert hatte. Bereits die Römer bauten hier das Gestein ab und nutzten es zumeist für den Straßenbau (z. B. für die Heerstraße).
Baseler Platz und Baseler Straße (1933–1945 Blücherplatz und Scharnhorststraße), Gutleutviertel/Bahnhofsviertel
Die Stadt Basel liegt, von Frankfurt aus betrachtet, am anderen Ende des Oberrheingrabens. Das Viertel wurde in der Zeit des deutschen Kaiserreichs (1871–1918) errichtet und dem Zeitgeist entsprechend waren die Straßen nach den preußischen Militärs Gebhard Leberecht von Blücher und Gerhard von Scharnhorst benannt. Die Umbenennung erfolgte erst nach dem Zweiten Weltkrieg.
Bathgartenweg, Niedereschbach
nach den vormaligen Wiesen in diesem Gebiet
Battenberger Weg, Rödelheim
Battenberg (Eder), Stadt im Landkreis Waldeck-Frankenberg. Das Grafengeschlecht der Battenberger war bereits 1314 ausgestorben, doch durch spätere Adelsverleihung reaktiviert worden. Die englische Linie der Familie nahm 1917 den Namen Mountbatten an.
Batterie, Höchst
Unter einer Batterie versteht man im Militärischen eine Einheit aus vier bis acht Geschützen, die hier zur Stärkung der Festung oder Stadtmauer eingesetzt war.
Battonnstraße, Altstadt
Johann Georg Battonn (1740–1827), Geistlicher Rat und Kanonikus am Bartholomäusstift, war ein Frankfurter Geschichtsforscher und Verfasser einer Topographie in sieben Bänden (Oertliche Beschreibung der Stadt Frankfurt am Main).
Baustraße, Nordend
Eine der ersten Straßen, die nach der Niederlegung der Frankfurter Stadtbefestigung im Nordend entstanden
Baumertstraße, Fechenheim
Baumert war Fechenheimer Bürgermeister von 1888 bis 1904.
Baumweg, Nordend
Wegen der ehemals schönen Bebaumung so benannt.

## Be
Bebraer Straße, Fechenheim
Bebra, Stadt in Nordhessen, nahe Bad Hersfeld, und vor allem als Eisenbahnknotenpunkt bekannt.
Bechtenwaldstraße, Zeilsheim
Bechtenwald, eine Erhebung im westlichen Taunus
Beckergasse, Rödelheim
Im Zuge der Eingemeindung Rödelheims nach Frankfurt wurde diese zur Nidda führende Gasse 1910 umbenannt in Am Köstrich.
Beethovenplatz und -straße, Westend
Nach Ludwig van Beethoven dürfte wohl in fast jeder deutschen Stadt eine Straße benannt worden sein.
Belchenstraße, Niederrad
Der Belchen ist ein 1414 m hoher Berg im Südschwarzwald
Bendelgasse, Heddernheim
Flurbezeichnung, Herkunft unbekannt
Bendergasse, Altstadt
Die Gasse führt von der Nikolaikirche zum ehemaligen Krautmarkt und war Sitz der Bender, also der Fassbinder (Küfer). Heute befindet sich hier das Langhaus der Schirn Kunsthalle Frankfurt.
Ben-Gurion-Ring, Niedereschbach und Bonames
David Ben Gurion (1886–1973) war Staatsgründer und Ministerpräsident von Israel.
Berger Marktplatz, Bergen-Enkheim
Neben Höchst ist Bergen die einzige mittelalterliche Stadt, die ins Frankfurter Stadtgebiet eingemeindet wurde. Wann und von wem Bergen das Marktrecht erhielt, ist unbekannt, dennoch wird der Berger Markt seit langem gefeiert.
Berger Straße, Bornheim und Nordend
Benannt nach Bergen, einer ehemaligen Stadt, die heute Teil des Stadtteils Bergen-Enkheim ist.
Eine der beliebtesten Einkaufsstraßen der Stadt. Die U-Bahn-Linie U4 folgt der Berger Straße bis kurz vor deren Ende, drei U-Bahnhöfe liegen unter der Straße.
Berger Weg, Seckbach
Auch von Seckbach aus führt eine Straße nach Bergen.
Bergesgrundweg, Sachsenhausen
Laut einer Urkunde aus 1729 hieß das Gewann aufgrund vieler Quellen „Im Börngens Grund“.
Bergmannweg, Nied
Dr. Ing Werner Bergmann (1877–1956), von 1919 bis 1924 Leiter des dort angesiedelten Eisenbahn-Ausbesserungswerks, das von 1918 bis 1967 in Betrieb war.
Berkersheimer Weg, Frankfurter Berg und Eschersheim
Berkersheim ist ein Frankfurter Stadtteil im Nord-Osten Frankfurts. Der Berkersheimer Weg ist Teil der Römerstraße von Frankfurt-Heddernheim (Römerstadt NIDA) nach Bad Vilbel (Römische Thermen Bad Vilbel).
Berliner Straße, Altstadt
Nachdem im Zweiten Weltkrieg fast die komplette Frankfurter Altstadt, ein einmaliges Ensemble mittelalterlicher Gebäude, zerbombt wurde, war „endlich“ der Weg frei für eine breite Hauptstraße durch die Altstadt. Die Hauptstadt Preußens, dem Frankfurt seit 1866 zwangsweise angehörte, war im Frankfurter Stadtplan bisher ignoriert worden, doch sowjetische Besetzung, Teilung und Blockade weckten nun selbst in Frankfurt Sympathien für die Berliner. Unter Berlins etwa 11.000 Straßennamen gibt es dagegen bis heute keine nach Frankfurt am Main benannte Straße, jedoch eine Schwanheimer und eine Eschersheimer Straße; die dortige Frankfurter Straße bezieht sich auf Frankfurt (Oder).
Bernadottestraße, Heddernheim
Benannt nach UNO-Vermittler Folke Bernadotte (1895–1948). Bernadotte ist der Name der seit zweihundert Jahren regierenden Königsfamilie von Schweden. In hohem Ansehen stand auch Lennart Bernadotte Graf von Wisborg (1909–2004), der die Insel Mainau zu einem Blumenparadies machte.
Bernburger Weg, Zeilsheim
Bernburg (Saale), Stadt in Sachsen-Anhalt.
Berner Straße, Nieder-Eschbach
Es ist etwas überraschend, dass im traditionell Schweiz-freundlichen Frankfurt die nach der Eidgenössischen Hauptstadt benannte Straße in einem zentrumsfernen Gewerbegebiet liegt
Bernhard-Becker-Straße, Nordend-Ost
Bernhard Becker (1914–1937), Dekorationsmaler aus Frankfurt; besuchte wie sein Zwillingsbruder Ludwig die Städelschule, engagierte sich in der katholischen Jugendarbeit und wurde als Initiator der „Gruppe Becker“ 1937 von der Frankfurter Gestapo verhaftet. Nach schweren Misshandlungen bei Verhören wurde er zwei Monate später erhängt in seiner Zelle aufgefunden
Bernhard-Grzimek-Allee, Ostend (bis 2007 westlicher Teil der Straße Am Tiergarten)
Bernhard Grzimek (1909–1987), Direktor des Zoologischen Gartens von 1945–1974.
Bernhard-Hermkes-Straße, Kalbach-Riedberg
Bernhard Hermkes (1903–1995), Architekt und Stadtplaner, anfangs am Stadtplanungsamt Frankfurt beim Projekt Neues Frankfurt, später Lehrer an der Hochschule für Gestaltung Offenbach. 1955 Professor an der Technischen Hochschule Berlin.
Bernhard-Mannfeld-Weg, Sachsenhausen
Bernhard Mannfeld (1848–1925), Maler und Grafiker. Wirkte ab 1895 als Lehrer am Städel.
Bernusstraße, Bockenheim
Die Stifterfamilie Bernus, die 1874 die Friedrich-Alexander-Bernus-Stiftung errichtete.
Bert-Brecht-Straße, Nieder-Eschbach
Bertolt Brecht (1898–1956), Dramatiker und Lyriker, von 1933 bis 1948 im Exil, 1935 ausgebürgert, starb in Ostberlin.
Bertha-Bagge-Straße, Kalbach/Riedberg
Johanna Elisabeth Bertha Bagge (1859–1939), Frankfurter Malerin und Radiererin mit engen Verbindungen zur Kronberger Malerkolonie. Viele ihrer Bilder zeigen Ansichten aus der Frankfurter Altstadt
Bertha-Pappenheim-Weg, Kalbach-Riedberg
Bertha Pappenheim (1859–1936), in Wien gebürtige Frauenrechtlerin, jüdische Sozialpionierin und Gründerin des Jüdischen Frauenbundes. Unter dem Pseudonym Anna O. behandelte sie Sigmund Freud  als Fallgeschichte für seine Theorie der Hysterie und damit der Psychoanalyse. Sie starb in Neu-Isenburg.
Bertha-von-Suttner-Ring, Sachsenhausen
Bertha von Suttner (1843–1914), österreichische Pazifistin und Schriftstellerin (Pseudonym B. Oulot). Sie wurde 1905 mit dem Friedensnobelpreis ausgezeichnet.
Bertholdstraße, Praunheim
Graf Berthold war zur Zeit der ersten urkundlichen Erwähnung von Praunheim 1063 Graf des Niddagaues, zu dem Praunheim gehörte.
Bertramstraße, Dornbusch
Die Bertramstraße ist benannt nach Heinrich von Bertram, einem Frankfurter Patrizier, der 1660 den mittelalterlichen Kühhornshof erwarb, einen mit Ringgraben und Verteidigungsturm bewehrten mittelalterlichen Gutshof, ein wichtiger Bestandteil der Frankfurter Landwehr. Dort entstand nach dem Zweiten Weltkrieg der Hessische Rundfunk.
Beselerstraße, Ostend
Carl Georg Christoph von Beseler (1809–1888), Juraprofessor, Mitglied der Frankfurter Nationalversammlung 1848.
Bessemerstraße, Bergen-Enkheim
Sir Henry Bessemer (1813–1898), englischer Ingenieur, konstruierte die Bessemerbirne zur Erzeugung von hochwertigem Stahl. Bildete bis zur Schließung der Eisengießerei Victor Slotosch 1996, die westliche Grenze des Firmengeländes mit Werkswohnhäusern.
Bessie-Coleman-Straße, Flughafen
Elizabeth „Bess“ Coleman (1892–1926), erste afroamerikanische Pilotin der USA, starb, als ein Flugzeug bei der Überführung von Dallas nach Jacksonville abstürzte
Bethmannstraße, Altstadt
Die Familie Bethmann ist Gründerin des neben dem Haus Rothschild traditionsreichsten Frankfurter Bankhauses.
Bethmann-Hollweg-Straße, Oberrad
Moritz August von Bethmann-Hollweg (1795–1877), Jurist und später preußischer Kultusminister, der in Oberrad Grundstücke hatte. Dessen Enkel Theobald von Bethmann Hollweg (1856–1921) war von 1909 bis 1917 deutscher Reichskanzler.
Bettinaplatz und Bettinastraße, Westend
Bettina von Arnim-Brentano (1785–1859), deutsche Schriftstellerin und eine bedeutende Vertreterin der deutschen Romantik. Sie war verheiratet mit Ludwig Achim von Arnim, mit dem sie sieben Kinder hatte.
Betzdorfer Straße, Sossenheim
Betzdorf, Stadt im Landkreis Altenkirchen.
Beunestraße, Nied
Beune, abgeleitet von „binden“, war eine innerhalb des Dorfzaunes umfriedete und oft eigens geschützte Gemarkung, die vom nächtlichen Betretungsverbot ausgenommen war. Flurnamen mit „beune“ zählen zu den ältesten heute noch gebräuchlichen.
Beuthener Straße, Sachsenhausen
Beuthen, polnisch Bytom, ist eine Großstadt in Schlesien im industriellen Ballungsraum um Kattowitz.

## Bi
Bickenbacher Weg, Goldstein
Bickenbach, Gemeinde im Landkreis Darmstadt-Dieburg
Biebergasse, Innenstadt, zwischen Hauptwache und „Fressgass“
der Name geht wohl auf den Ort Bieber zurück, welcher 1938 nach Offenbach am Main eingemeindet wurde. Aus Bieber sind zahlreiche Bürger im Laufe des Mittelalters nach Frankfurt gezogen. Die Bieberer besaßen früher auch in Frankfurt Burgrecht, das heißt, sie durften sich bei Gefahr hinter die Mauern Frankfurts zurückziehen, mussten dafür aber bei der Instandhaltung der Mauern helfen.
Biedenkopfer Weg, Rödelheim
Biedenkopf, Kleinstadt am Oberlauf der Lahn, im Landkreis Marburg-Biedenkopf.
Biegweg, Rödelheim
benannt nach einem um 1295 untergegangenen Dorf Biegen.
Bielefelder Straße, Zeilsheim
Bielefeld gilt als größte Stadt in Ostwestfalen-Lippe. Stammsitz des Oetker-Konzern, zu dem auch die Binding-Brauerei gehört.
Bildäckerstraße, Nied
Flurbezeichnung, 1699 als „Billacker“ belegt. Herkunft unbekannt. Denkbar ist eine Benennung nach einem Bildstock auf freiem Feld.
Billtalstraße, Höchst
Das Billtal liegt westlich von Königstein im Taunus. Das dortige Naturfreundehaus Billtalhöhe wird von Wanderern sehr geschätzt.
Bilsteinweg, Preungesheim
Der Bilstein, 641 m hoher Berg im Kaufunger Wald, Werra-Meißner-Kreis.
Bindingstraße, Sachsenhausen
Conrad Binding (1846–1933), ursprünglich Küfer, dann Brauer, kaufte mehrere kleinere Brauereien, gründete die Binding AG, verlagerte den Sitz in die Darmstädter Landstraße. Binding ist heute die größte Brauerei Hessens, sie gehört zur Radeberger Gruppe, letztlich zum Oetker-Konzern.
Bingelsweg, Griesheim
Weg zur Griesheimer Flur „Bingelsgewann“
Birminghamstraße, Nied
Birmingham, die zweitgrößte Stadt Großbritanniens, ist seit 1966 Partnerstadt Frankfurts.
Birsteiner Straße, Fechenheim
Birstein, Gemeinde im Main-Kinzig-Kreis.
Bischofsheimer Straße und Bischofsheimer Platz, Gallus
Bischofsheim, Gemeinde im Kreis Groß-Gerau, ehemaliger Stadtteil von Mainz, liegt nahe der Mainmündung.
Bischofsweg, Sachsenhausen
prähistorischer Weg entlang der alten Mainuferkante, den später die Mainzer Bischöfe nahmen, wenn sie ihre Besitzungen im Aschaffenburger Raum besuchten, um nicht über die (protestantische) Frankfurter Gemarkung gehen zu müssen.
Bitterfelder Weg, Zeilsheim
Bitterfeld, bekannte, wenn auch wegen Umweltverschmutzung zeitweise berüchtigte, Industriestadt in Sachsen-Anhalt. 2007 wurde sie mit Wolfen und einigen Umlandgemeinden zu Bitterfeld-Wolfen fusioniert.
Bitzweg (alt), Seckbach
heißt heute Seckbacher Bitzweg. Die Bitze (bezune) ist ein altalemannisches Wort für ein umzäuntes Gartengelände innerhalb des Dorfzaunes.
Blanchardstraße, Bockenheim
Jean-Pierre Blanchard (1753–1809) sowie seine Frau Sophie Blanchard (1778–1819) waren französische Pioniere der Ballonfahrt. Gemeinsam überquerten sie im Ballon den Ärmelkanal.
Blankenburger Weg, Zeilsheim
Blankenburg ist eine Stadt im Harz (Sachsen-Anhalt) mit einer imposanten welfischen Burg.
Blankenheimer Straße, Schwanheim
Blankenheim (Ahr), Gemeinde im Kreis Euskirchen
Blauenstraße, Niederrad
Der Blauen, 1165 m hoher Berg im südlichen Schwarzwald bei Badenweiler.
Blauhandgasse, Altstadt
Nach dem Haus „Zur blauen Hand“, dem Färberhaus der Frankfurter Wollweber.
Blauländchenstraße, Zeilsheim
Blauländchen, ein westlich von Wiesbaden gelegenes Gebiet.
Blauwiesenweg, Heddernheim
Flurbezeichnung, Herkunft unbekannt, möglicherweise eine Reminiszenz an eine einst farbenprächtig blühende Wiese.
Bleichstraße, Innenstadt
An dieser Straße lagen einstmals die Bleichwiesen. Das heißt, dort wurden Stoffe der Sonne ausgesetzt und bleichten so aus.
Bleidenstraße, Altstadt
In dieser Straße stand das Zeughaus, sprich die Waffenkammer der Stadt Frankfurt. Bliden waren große, mittelalterliche Wurfmaschinen zum Schleudern von Steinkugeln.
Bleiweißstraße, Oberrad
Das Pigment Bleicarbonat (für weiße Farben) wird Bleiweiß genannt. Es fand auch in der Kunstmalerei großen Anklang und ist heute wegen seiner Giftigkeit verboten.
Blittersdorffplatz, Bahnhofsviertel (seit 24. Juni 2008 François-Mitterrand-Platz)
Friedrich Landolin Karl Freiherr von Blittersdorf (1792–1861), badischer Staatsminister, Mitglied in der Frankfurter Nationalversammlung 1848.

## Bo
Bockenheimer Anlage, Innenstadt; Bockenheimer Landstraße und Bockenheimer Warte, Westend
Bockenheim wurde 1822 eine eigenständige Stadt, die erst 1895 nach Frankfurt eingemeindet wurde.
Bockenheimer Warte, Westend
Die Bockenheimer Warte war einer der vier Warttürme der im 14. Jahrhundert errichteten Frankfurter Landwehr. Sie liegt noch auf Frankfurter Markung, da die Grenze zu Bockenheim etwa auf Höhe der Gräfstraße verlief.
Bockgasse, Altstadt
Dieses Gässchen lag östlich parallel zur Ziegelgasse nahe dem Liebfrauenberg. Hier lag der Pfälzer Hof, die Handelsvertretung kurpfälzer Kaufleute in der Messestadt Frankfurt.
Böcklinstraße, Sachsenhausen
Arnold Böcklin (1827–1901), Schweizer Maler, Zeichner, Graphiker und Bildhauer. Er gilt als einer der bedeutendsten bildenden Künstler des 19. Jahrhunderts.
Bodelschwinghstraße, Fechenheim
Friedrich von Bodelschwingh der Ältere (1831–1910), Pastor und Theologe. Gründer der v. Bodelschwinghsche Anstalten Bethel. Diese wurden danach von seinem gleichnamigen Sohn Friedrich von Bodelschwingh der Jüngere (1877–1946), ebenfalls Pastor, geleitet.
Bodenbacher Weg, Sachsenhausen
Bodenbach, ehemals selbständige Stadt in Böhmen an der Oberelbe, heute Stadtteil von Děčín (deutsch Tetschen). Auch für die benachbarten Straßen in der Fritz-Kissel-Siedlung standen die deutschen Namen von Städten im Sudetenland Pate.
Bodenstedtstraße, Sachsenhausen
Friedrich von Bodenstedt (1819–1892), deutscher Dichter, Slawist und Journalist.
Bodenseestraße, Fechenheim
Nicht das Schwäbische Meer, sondern der früher in Fechenheim existente Bodensee ist hier Namensgeber. In alten topografischen Karten ist er noch erwähnt.
Böhlepark, Sachsenhausen
Der Kunstmaler Fritz Boehle war ein enger Freund der Familie Binding und wurde großzügig von ihr unterstützt. Boehle zeichnete 1914 das Bild Karls des Großen (der Karolinger) auf das Etikett der Flaschen.
Böhmerstraße, Westend
Dr. jur. Johann Friedrich Böhmer (1795–1863) war ein Historiker und erster Direktor der Alten Stadtbibliothek an der Obermainanlage.
Bolongarostraße, Höchst und Nied
Die Familie Bolongaro waren Tabakfabrikanten aus der Lombardei, die sich im 18. Jahrhundert in Höchst ansiedelten. Der erhaltene, barocke Bolongaropalast in der heute nach ihnen benannten Straße war ihr Wohnsitz.
Bommersheimer Straße, Praunheim
Bommersheim, Stadtteil des nordwestlich angrenzenden Vororts Oberursel.
Bonifatiuspark und Bonifatiusstraße, Kalbach
Bonifatius, der Apostel der Deutschen, wurde nach seinem gewaltsamen Tod von Mainz ins Kloster Fulda überführt. Der Leichenzug folgte alten Römerstraßen und verbrachte am Bonifatiusbrunnen bei Kalbach eine Nacht.
Bönstädter Straße, Bornheim
Bönstadt, Stadtteil von Niddatal im Wetteraukreis
Bornemannstraße, Sachsenhausen
Wilhelm Bornemann, erster Frankfurter Stadtschulrat, von 1847 bis 1896 in Diensten der Stadt.
Börneplatz, Altstadt
Der nach dem jüdischen Frankfurter Dichter Ludwig Börne benannte Platz befand sich an der Stelle der mittelalterlichen Judengasse, des jüdischen Ghettos. Bis zur Zerstörung 1938 stand hier die Börneplatzsynagoge. Im Zuge der Arisierung 1933 bekam der Platz den Namen Dominikanerplatz nach dem benachbarten Dominikanerkloster. Erst 1978 erhielt er seinen alten Namen zurück.
Seit Ende der 1980er Jahre ist der Börneplatz mit einem modernen städtischen Verwaltungsgebäude bebaut, in dessen nördlichem Teil das Museum Judengasse untergebracht wurde (siehe auch Börneplatzkonflikt). Wegen der Bebauung ist der „Börneplatz“ heute zwar kein Platz mehr, es ist aber nach wie vor ein gültiger Straßenname, der auch zur Bezeichnung mehrerer Haltestellen dient.
Auf dem östlich angrenzenden Areal wurden als Folge des Börneplatzkonflikts der Neue Börneplatz und die Gedenkstätte Neuer Börneplatz eingerichtet. Im Gegensatz zum Börneplatz steht der Neue Börneplatz nicht im Straßenverzeichnis der Stadt Frankfurt.
Börnestraße, Altstadt
Die Börnestraße, 1933 umbenannt in Großer Wollgraben, bekam 1945 ihren alten Namen wieder. Es existiert nur noch ein nördlicher Teil der ehemaligen Börnestraße – die heutige Straße An der Staufenmauer.
Borngasse, Altstadt
Das nicht mehr existierende, nach einem hier befindlichen Brünnchen (Born ist ein altes Wort für Brunnen) benannte Sträßchen stimmt in seinem Verlauf weitgehend mit der heutigen Domstraße überein.
Bornheimer Landwehr, Ostend
Teil der Frankfurter Landwehr, die im Mittelalter errichtet wurde, um das Stadtgebiet zu schützen. Sie bestand meist aus Doppelgräben, zwischen denen Dornenhecken das Überwinden erschwerten.
Börsenplatz und Börsenstraße (1933–1945 Platz der SA), Innenstadt
Hier steht das aus dem Fernsehen bekannte Gebäude der Frankfurter Wertpapierbörse.
- Die Nationalsozialisten waren mit dem Ruf der Bankenmetropole nicht einverstanden und benannten den Platz kurzerhand nach der paramilitärischen Sturmabteilung.

Borsigallee, Bergen-Enkheim, Seckbach
Johann Friedrich August Borsig (1804–1854), deutscher Unternehmer und Gründer der Borsig-Werke.
Boseweg, Schwanheim
Gräfin Louise von Bose (1813–1883), Tochter des Kurfürsten Wilhelm I. von Hessen, war eine Wohltäterin der Armen und galt als Förderin von Kunst und Wissenschaft, insbesondere der Naturwissenschaften, sie errichtete eine Stiftung für die Senckenbergische Naturforschende Gesellschaft.
Boskoopstraße, Preungesheim
benannt nach der Apfelsorte Boskoop
Boßstraße, Preungesheim
Name einer alteingesessenen Preungesheimer Bauernfamilie, deren Gehöft an diese Straße grenzte.
Bottenhorner Weg, Rödelheim
Bottenhorn, Ortsteil von Bad Endbach im Landkreis Marburg-Biedenkopf
Böttgerstraße, Nordend
Prof. Dr. Rudolf Christian Böttger (1806–1881), Theologe, Mediziner und Physiker, erfand u. a. die Schießbaumwolle, die Galvanoplastik und das Streichholz. An der Einmündung zur Hartmann-Ibach-Straße befand sich eine römische Villa.
Brahmsstraße, Nordend
Johannes Brahms (1833–1897), deutscher Komponist, Pianist und Dirigent. Seine Sinfonien, Lieder und andere Werke sind auch heute noch Repertoire-Musik bei allen namhaften Orchestern.
Brand, Höchst
In der Stadt Höchst brannten 1778 25 Häuser und viele Scheunen ab.
Brandenburger Weg, Nieder-Erlenbach
Brandenburg ist nicht nur ein Bundesland, sondern auch eine Stadt in demselben und eine vormalige Grafschaft. Wir können also rätseln, wem er gewidmet ist.
Braubachstraße, Altstadt
Die Braubach, ursprünglich Bruchbach, die erst bei Rödelheim in die Nidda floss. Sie war mehr eine Kloake als ein Bach, denn in sie wurde alles entsorgt, so dass sie eine Brutstätte für Seuchen wurde. Längst ist sie verrohrt.
Braumannstraße, Preungesheim
alteingesessene Preungesheimer Familie
Braunfelsstraße, Bockenheim
Braunfels, Stadt im Lahn-Dill-Kreis.
Braunschweiger Weg, Zeilsheim
Braunschweig, Stadt und ehemaliges Bundesland im heutigen Niedersachsen. Nach ihnen ist die kanadische Provinz „New Brunswick“ benannt.
Bregenzer Straße, Fechenheim
Bregenz, Stadt am Bodensee, in Vorarlberg (Österreich)
Breidensteiner Weg, Rödelheim
Breidenstein, Stadtteil von Biedenkopf im Landkreis Marburg-Biedenkopf
Breitlacher Straße, Rödelheim
nach einem längst untergegangenen Ort Breitelach benannt, dessen Name auf einen großen (Fisch)teich schließen lässt.
Bremer Platz und Bremer Straße, Westende
Bremen, Hansestadt und Bundesland
Brendelstraße, Hausen
das Geschlecht Brendel von Homburg war im 14. Jahrhundert Besitzer des Gerichts von Hausen.
Brentanopark, Rödelheim und Brentanostraße, Westend
Clemens Brentano (1778–1842), Bruder von Bettina von Arnim (siehe Bettinastraße), Dichter der Romantik. Die Familie war ursprünglich aus Italien zugewandert und hatte bis in die jüngste Vergangenheit einen sehr guten Klang, siehe Heinrich von Brentano, Außenminister im Kabinett von Bundeskanzler Konrad Adenauer.
Breslauer Straße, Sachsenhausen
Breslau, polnisch Wrocław, Hauptstadt von Schlesien
Breubergstraße, Niederrad
Breuberg, Gemeinde und Burg im Odenwaldkreis.
Breulsweg, Sachsenhausen
Gemarkungsname. Breul ist identisch mit Brühl, was eine sumpfige, buschbewachsene Wiese bedeutet.
Brigitte-Frauendorf-Straße, Bockenheim
Brigitte Frauendorf (1937–1949), Opfer an der Zonengrenze zwischen der sowjetischen und der amerikanischen Besatzungszone.
Briandring, Sachsenhausen
Aristide Briand (1862–1932), Außenminister und mehrfach Regierungschef in Frankreich. 1926 erhielt er für seine Mitarbeit am Vertrag von Locarno den Friedensnobelpreis.
Brohltalstraße, Schwanheim
Das Brohltal, dem der Brohlbach den Namen gab, liegt in der Verbandsgemeinde Brohltal im Landkreis Ahrweiler.
Brommstraße, Dornbusch
Die Patrizierfamilie Bromm war durch internationalen Großhandel reich geworden. Erwarb 1586 den Kühhornshof (siehe Kühhornshofweg und Bertramstraße). 1860 ist das Geschlecht in Frankfurt ausgestorben.
Brönnerstraße, Innenstadt
Johann Carl Brönner (1738–1812), Buchdrucker, Verleger und Senator, besaß mit seinem Bruder Remigius einen damals hochgeschätzten Verlag. Seine Sammlung kostbarer Radierungen und Stiche bildete den Grundstock für das Kupferstichkabinett des Städel.
Broßstraße, Bockenheim
Johann Wolfgang Ludwig Broß (1803–1880) stiftete einen Stipendienfonds für Schüler hiesiger höherer Schulen.
Bruchfeldplatz und Bruchfeldstraße, Niederrad
Bruch = Sumpf, Morast, Moor. Die damalige Mainniederung war sehr sumpfig.
Bruchstraße, Sachsenhausen
wie vorstehend. Durch dieses Gelände zog einst der „Lange Bruch“, ein Nebenarm des Mains, der bei Oberrad begann und in Niederrad wieder in den Main zurückkehrte.
Bruderhofstraße, Bergen-Enkheim, verläuft an der Nordseite des Mönchhofes.
Schon im Mittelalter, bis zur Säkularisation im Jahre 1803, besaß das Kloster Arnsburg in Enkheim den Mönchhof, auch Arnsburger Hof genannt. Zuerst wurde er von Benediktinern, später durch Zisterzienser geführt. Die Grafen Solms als neue Eigentümer – nach der Auflösung des Klosterbesitzes im Rahmen des Reichsdeputationshauptschlusses 1803 – parzellierten und verkauften ihn 1813 an 16 Enkheimer Einwohner.
Brückenstraße, Sachsenhausen
Dies ist eine der ältesten, bereits 1356 genannten Straßen. Sie führte zur damaligen „Sachsenhäuser Brücke“, der heutigen Alten Brücke.
Brückhofstraße, Innenstadt
Der Brückhof, über dessen ehemaligen Grund die Straße führt, stand hibbdebach der jetzigen „Alten Brücke“ und war in städtischem Besitz.
Brüder-Grimm-Straße, Ostend
Die Brüder Jacob (1785–1863) und Wilhelm Grimm (1786–1859), geboren in Hanau, sind als Sprachwissenschaftler und Sammler von Märchen (Grimms Märchen) bekannt. Rotkäppchen, Schneewittchen oder Hänsel und Gretel sind jedem Kind sattsam bekannt.
Brühlfeld und Brühlstraße, Heddernheim
Brühl, gelegentlich auch Breul geschrieben, ist die möglicherweise von den Kelten übernommene Bezeichnung für sumpfiges Buschland.
Brüningstraße, Höchst
Eugen Lucius und Carl Friedrich Wilhelm Meister gründeten 1863 das Unternehmen „Theerfarbenfabrik Meister, Lucius & Co.“, aus dem die Hoechst AG hervorgegangen ist. 1865 übernahm Adolf von Brüning als technischer Direktor die Anteile des dritten Teilhabers Ludwig August Müller. Aufgrund seiner Strategie wird er als der eigentliche Gründer des Unternehmens gesehen.
Brunnenpfad, Nied
An dieser Straße liegt der sog. Faulbrunnen, im rechten Winkel mündet der Faulbrunnenweg. Die Mineralquelle ist seit 1828 in ein steinernes Bett gefasst; 1936 entstand die heutige Anlage.
Bruno-Asch-Anlage, Höchst
Bruno Asch (1890–1940) war bis 1925 Bürgermeister der Stadt Höchst am Main und bis 1931 Stadtkämmerer von Frankfurt. Aufgrund seines jüdischen Glaubens und seiner SPD-Mitgliedschaft wurde er vom Nazi-Regime ins Exil und in den Tod getrieben.
Bruno-Poelke-Straße, Bockenheim
Bruno Poelke (1883–1975), Flugpionier, Fluglehrer, Kampfflieger und Konstrukteur von Flugzeugen, lebte ab 1902 in Frankfurt.
Bruno-Stürmer-Straße, Schwanheim
Bruno Stürmer (1892–1958), Komponist aus Frankfurt. Chor- und Kirchenlieder waren seine Spezialität.

## Bu
Buber-Neumann-Weg, Heddernheim
Margarete Buber-Neumann (1901–1989), deutsche Kommunistin, KZ-Gefangene und politische Publizistin, in Frankfurt gestorben.
Buchenrodestraße, Niederrad
Flurnamen mit -rod oder rode deuten auf Rodung (oft auch Brandrodung) hin, die zwischen dem 11. und 14. Jahrhundert vorgenommen wurden. Das Haus Buchenrode war die private Villa des Geheimrats Arthur von Weinberg, des Mitinhabers der Cassella Farbwerke Mainkur. Beherbergt heute die „Therapeutische Wohngemeinschaft Buchenrode“, für junge Menschen im Alter von 14–21 Jahren, z. B. nach Klinikaufenthalt in der Psychiatrie. Das individuell abgestimmte sozialtherapeutische Angebot ermöglicht es ihnen, sich zu stabilisieren und die Anforderungen des Alltags bewältigen zu lernen.
Buchgasse, Altstadt
Hier fanden bis 1750 alljährlich zwei Buchmessen statt, ehe diese nach Leipzig verlegt wurden, um der kaiserlichen Zensur zu entgehen.
Buchrainplatz und Buchrainstraße, Oberrad
Der Buchrain im Oberräder Buchenwald ist eine langgestreckte Sanddüne.
Buchscheerfeldweg, Sachsenhausen-Süd
Der Name Buchscheer stammt aus dem 16./17. Jahrhundert, informiert das Apfelweinlokal „Zur Buchscheer“ unter Berufung auf das Frankfurter Institut für Stadtgeschichte. Zu dieser Zeit führten die Bauern ihre Schweine und die Schäfer ihre Herden in den Wald zur Bucheckern- und Eichelmast, der Wortbestandteil „Buch-“ komme also von Buche. „Scheer“ wiederum stehe im Alt-/Mittelhochdeutschen für Mäh- oder Weideland. Im benachbarten Stadtteil Oberrad existiert zudem als Teil des Frankfurter Stadtwalds bis heute der „Scheerwald“.
Buchwaldstraße, Bornheim
Der namensgebende Wald wurde von den Bornheimern bereits Ende des 18. Jahrhunderts niedergelegt.
Bückeburger Weg, Zeilsheim
Die Stadt Bückeburg im Landkreis Schaumburg war die Residenzstadt des ehemaligen Landes bzw. Freistaates Schaumburg-Lippe im heutigen Niedersachsen.
Budapester Straße, Nieder-Eschbach
Budapest ist seit 1990 die ungarische Partnerstadt von Frankfurt. Allerdings wurde die Siedlung der Straße Anfang der 50er Jahre von ungarischen Aussiedlern errichtet und bekam ursprünglich den Namen Heimatstraße. Als Nieder-Eschbach Anfang der 70er Jahre zu Frankfurt eingemeindet wurde, bekam die Straße ihren heutigen Namen als Bezug auf die ursprünglichen Gründer der Siedlung.
Büdinger Straße, Eckenheim
Büdingen, Stadt im Wetteraukreis, bis 1972 Kreisstadt des Kreises Büdingen.
Bundenweg, Dornbusch
Mit großer Wahrscheinlichkeit kommt der Name von Beunde. Beunde, abgeleitet von „binden“, war eine innerhalb des Dorfzaunes umfriedete und oft eigens geschützte Gemarkung, die vom nächtlichen Betretungsverbot ausgenommen war.
Bürgeler Straße, Fechenheim
Bürgel, seit 1908 Stadtteil von Offenbach am Main, das per Fähre über den Main schnell erreichbar ist.
Burgenlandweg, Oberrad
Das Burgenland ist eines der Bundesländer in Österreich, direkt an der Grenze zu Ungarn. Hauptstadt ist Eisenstadt. Das ursprünglich dafür vorgesehene Ödenburg (ungarisch Sopron) hatte sich 1921 in einer Volksabstimmung für den Verbleib bei Ungarn entschieden. Dem Burgenlandweg benachbarte Straßen sind nach den österreichischen Städten Wien und Graz benannt.
Bürgermeister-Schubert-Park, Griesheim
2009 wurde ein am Mainufer gelegener Park auf Initiative des Geschichtsvereins Griesheim e. V. umbenannt nach Benno Schubert (1877–1957), Bürgermeister von Griesheim ab 1922 bis 1928.
Burgfriedenstraße, Rödelheim, früher Cäcilienstraße
Die Ganerben der Reichsburg in Rödelheim waren das Adelsgeschlecht von Kronberg und die Stadt Frankfurt. Beide beschworen einstmals, dass es untereinander in einem genau fixierten Bereich um die gemeinsame Burg keinen Streit geben dürfe, den so genannten Burgfrieden. Dennoch kam es wenige Jahre später zum Machtkampf, der aber friedlich gelöst wurde.
Burgholzer Platz und Burgholzer Straße, Eschersheim
Burgholz, Stadtteil von Kirchhain im Landkreis Marburg-Biedenkopf.
Burglehen, Fechenheim
Fechenheimer Bürger durften Äcker der Burg Frankfurt in der Fechenheimer Gemarkung als Burglehen bewirtschaften. Oft fiel ein Lehen im Todesfall des Lehnsnehmers wieder an den Lehnsgeber zurück und wurde dann neu vergeben.
Burgstraße, Nordend-Ost
Die Straße führte ab dem Mittelalter zur damaligen Bornburg in Bornheim, später dann zur Günthersburg. Heute endet die Straße am Günthersburgpark.
Burgunderweg, Unterliederbach
Die Burgunder, ein germanischer Volksstamm, siedelten später im heutigen Burgund, französisch Bourgogne. Vor allem durch das Nibelungenlied sind die Burgunder noch heute in unserem Gedächtnis, noch mehr aber durch den Burgunder (Wein). Auch für andere Straßen der Nachbarschaft hat man auf germanische Volks- bzw. Stammesbezeichnungen zurückgegriffen (Gotenstraße, Markomannenweg usw.).
Burnitzstraße, Sachsenhausen
Rudolf Heinrich Burnitz (1827–1880), Frankfurter Architekt. Sein hier bekanntestes Werk ist die Frankfurter Wertpapierbörse im italienischen Renaissancestil.
Butzbacher Straße, Nordend
Butzbach, Stadt im Wetteraukreis. Manchen wegen seiner Justizvollzugsanstalt in weniger guter Erinnerung.
Butznickelweg, Zeilsheim
Der Butznickel, 462 m hoher Berg bei Eppstein-Ehlhalten
Buzzistraße, Bockenheim-Kuhwald
Johann Vinzenz Buzzi (1808–1876), Kaufmann, ließ u. a. das Vincenzheim für erholungsbedürftige Frankfurter Kinder in einem Hofheimer Waldpark erbauen.